# Per Majström
Per Majström, född 12 september 1816 i Gryttje i Gnarps socken i Hälsingland, död 5 oktober 1904 på fattiggården i Bergsjö församling, var en svensk fiolspelman. Han föddes i Gnarp och flyttade senare till Bergsjö. Med sin första fru fick han tre söner och en dotter. Hustrun dog 1879 och alla sönerna emigrerade till Amerika. Majström gifte om sig 1882 med den 40 år yngre Helena Andersdotter som flyttade till Amerika 1903. Majström står omnämnd i kyrkboken som ”Socknens grälmakare och skälm i allo”. Han dömdes 1854 till böter för stöld och 1870 till kallfängelse för ”förfalskning av handling”. Han skall enligt Pelle Schenell ha varit en ”dunderspelman” som gned och gnisslade ut allt vad fiolen höll för.
Hans låtar är förmedlade av bland andra Jon-Erik Öst, Pelle Schenell, Lars-Erik Forslin och Per-Erik Svedin